# Epirrhoe callima
Epirrhoe callima är en fjärilsart som beskrevs av Turner 1904. Epirrhoe callima ingår i släktet Epirrhoe och familjen mätare. Inga underarter finns listade i Catalogue of Life.